# Bartłomiej Chwalibogowski
Bartłomiej Chwalibogowski (ur. 7 sierpnia 1982 w Krakowie) – polski piłkarz występujący na pozycji pomocnika w Szczakowiance Jaworzno. Wychowanek Victorii Jaworzno, w trakcie swojej kariery reprezentował także barwy Zagłębia Sosnowiec, GKS-u Bełchatów, Odry Wodzisław Śląski oraz GKS-u Katowice.